# Botanischer Schulgarten (Kaštel Lukšić)

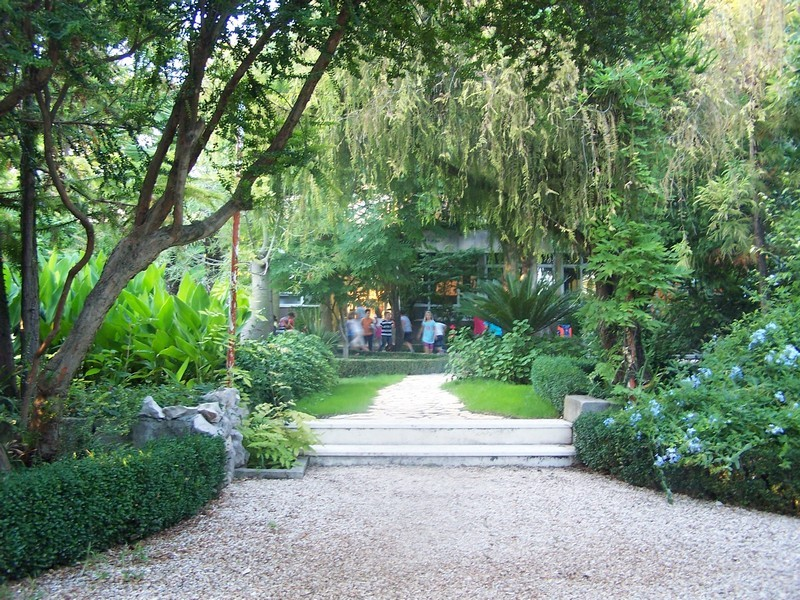
Im Botanischen Schulgarten

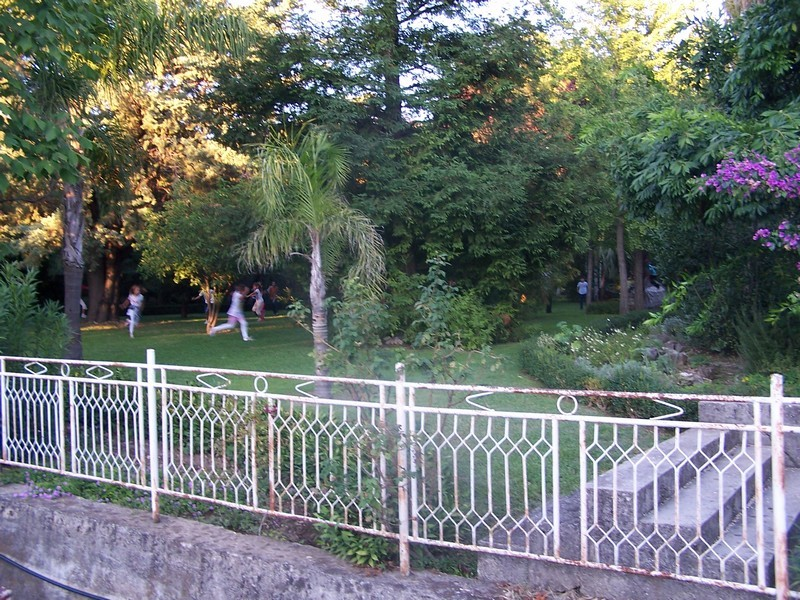
Blick von außen in den Garten

Der botanische Schulgarten der Grundschule „Ostrog“ in Kaštel Lukšić (Dalmatien, Kroatien) ist eine Parkanlage, die neben der einheimischen Flora mehr als 1.000 Pflanzenarten aus allen Kontinenten versammelt. Der Garten hat zahlreiche Preise und nationale und internationale Auszeichnungen gewonnen.
Die Anlage soll das ökologische Bewusstsein der Schüler vertiefen und ihnen einen besonderen Raum für Spiel und Erholung in den Pausen bieten. Während der touristischen Hauptsaison vom 1. Juni bis zum 30. September kann der Schulgarten täglich besichtigt werden, außerhalb dieser Zeit nach Absprache mit der Schulverwaltung oder der touristischen Gemeinschaft Kaštela.
Kurz nach der Übersiedlung der Volksschule von Kaštel Lukšić aus dem mittelalterlichen Schloss Vitturi in ein neues Gebäude im Jahre 1976 wurde damit begonnen, die völlig wüste Umgebung in Gemeinschaftsarbeit von Lehrern und Schülern zu bearbeiten und zu gestalten.
Auf einer Fläche von vier Hektar rund um das Schulgebäude wachsen inzwischen mehr als 1.400 Pflanzenarten, vor allem aus der mediterranen subtropischen Klimazone.
Den größten Teil nimmt der Park (Arboretum) ein, der im Stil englischer Gärten gestaltet ist.
Daneben finden sich aromatische und Heilpflanzen, ein Steingarten und ein Feld mit Pflanzen feuchter Umgebungen.
Im nördlichen Garten befindet sich der „kleine Park“ im französischen Stil mit niedrigen Hecken aus Buchsbäumen und einer reichhaltigen Sammlung von Oleandern. Auf dieser Fläche wurde auch eine steinerne Bühne für kulturell-künstlerische Aufführungen gebaut.
Der verbindende Teil des Gartens ist ein Olivenfeld mit 170 Bäumen und 45 heimischen und fremden Olivensorten. 
Ein Palmengarten, eine Anlage mit Zitrusfrüchten, eine Steinhalde mit Sukkulenten, ein Bambusgarten, Mandelbaumgarten, Feigengarten und Pflanzgarten ergänzen die Anlage.
Jährlich beteiligt sich die Schule mit Blumen aus dem Schulgarten an einer Ausstellung im Schloss Vitturi.